# Arne Feldhusen
Arne Feldhusen (* 1971 in Rendsburg) ist ein deutscher Filmregisseur.

## Leben und Wirken
Nachdem er seit den frühen 1990ern als Schnittassistent und Regieassistent gearbeitet und die musikalische Beratung für Werbeclips, Fernsehserien, Spielfilme und Dokumentationen gemacht hatte, übernahm Arne Feldhusen 1999 die Regie bei dem Dokumentarfilm Straßenkinder in Deutschland. Nach dem Kurzfilm Auf der Couch führte er dann ab 2002 überwiegend Regie bei Fernsehproduktionen wie Ladykracher, Stromberg oder Zwei Engel für Armor. Als besonders produktiv und erfolgreich kann seine Arbeit mit dem Schauspieler Bjarne Mädel gesehen werden, mit dem er bei Stromberg, Mord mit Aussicht, Der kleine Mann, Der Tatortreiniger und einigen Folgen von How to Sell Drugs Online (Fast) zusammenarbeitete.
Daneben drehte er unter anderem ein Musikvideo für die Band Fink und führte 2006 Regie bei Spots für die Werbekampagne Saubillig von Media-Markt.
Des Weiteren ist er seit 2006 als Dozent an der Hamburg Media School in Hamburg tätig.
Anfang 2014 erschien mit Stromberg – Der Film sein erster Kinofilm. 2017 folgte Magical Mystery oder: Die Rückkehr des Karl Schmidt, die Verfilmung des gleichnamigen Romans von Sven Regener.
Seit Ende 2018 produziert Feldhusen gemeinsam mit der bildundtonfabrik die Serie How to Sell Drugs Online (Fast), welche am 31. Mai 2019 auf dem Video-on-Demand-Dienst Netflix erschienen ist.
Nach Veröffentlichung der 3. Staffel gab Netflix am 14. September 2021 bekannt, dass mit Buba die Dreharbeiten zu einem Spinoff-Film des Charakters „Buba“ (gespielt von Bjarne Mädel) starteten. Auch hier führte Feldhusen die Regie.
Feldhusen ist Mitglied im Bundesverband Regie (BVR).

## Filmografie (Auswahl)

### Filme
- 1999: Straßenkinder in Deutschland
- 2001: Auf der Couch
- 2003: Beach Boys – Rette sich wer kann
- 2014: Stromberg – Der Film
- 2015: Vorsicht vor Leuten
- 2017: Magical Mystery oder: Die Rückkehr des Karl Schmidt
- 2022: Buba

### Serien
- 2002: Ladykracher
- 2004–2012: Stromberg
- 2006: Zwei Engel für Amor
- 2008: Mord mit Aussicht
- 2009: Der kleine Mann
- 2011–2018: Der Tatortreiniger
- 2017: Deutschland 86
- seit 2019: How to Sell Drugs Online (Fast)

## Auszeichnungen
- 2002: Adolf-Grimme-Preis-Nominierung für Ladykracher
- 2005: Adolf-Grimme-Preis-Nominierung für Stromberg
- 2005: Deutscher-Comedypreis-Nominierung für Stromberg in der Kategorie Beste Comedy-Serie
- 2006: Dreifach-Platin von Sony Music für über 150.000 verkaufte DVD-Ausgaben der ersten und zweiten Stromberg-Staffel
- 2007: Adolf-Grimme-Preis-Nominierung für Zwei Engel für Armor
- 2009: Doppel-Platin von Sony Music für die DVD-Ausgabe der dritten Stromberg-Staffel
- 2012: Grimme-Preis für Der Tatortreiniger
- 2013: Grimme-Preis für Der Tatortreiniger[5]
- 2014: Deutscher Regiepreis Metropolis in der Kategorie Beste TV-Serie für die Folge Angehörige von Der Tatortreiniger[6]
- 2014: Publikumspreis des Bayerischen Filmpreises für Stromberg – Der Film
- 2015: Deutscher Comedypreis in der Kategorie Beste TV-Komödie für Vorsicht vor Leuten
- 2018: Deutscher Menschenrechts-Filmpreis in der Kategorie Bildung für Der Tatortreiniger – Sind Sie sicher?[7]
- 2020: Grimme-Preis in der Kategorie Kinder & Jugend für How to Sell Drugs Online (Fast)
- 2020: Romy in der Kategorie Beste TV-Serie für How to Sell Drugs Online (Fast)
- 2020: Deutscher Fernsehpreis in der Kategorie Beste Comedy-Serie für How to Sell Drugs Online (Fast)